# Polonia Bytom w sezonie 2009/2010
Ten artykuł przedstawia wyniki meczów piłkarskich Polonii Bytom w sezonie 2009/2010.

## Kalendarium

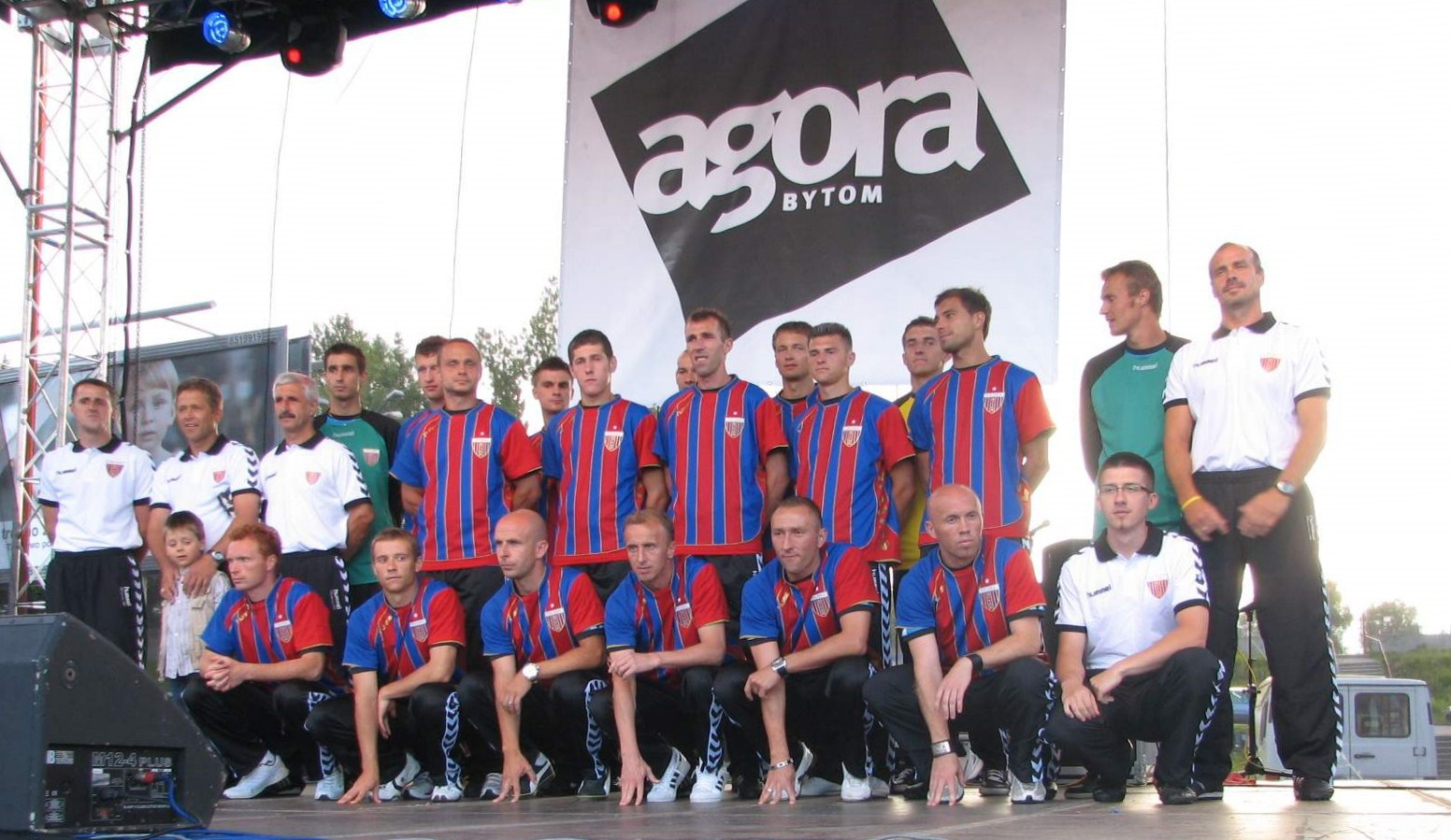
Drużyna na oficjalnej prezentacji przed sezonem.

- 30 czerwca kontrakt z klubem podpisał Miroslav Barčík[1]. Adrian Klepczyński i Marek Bažík przedłużyli swoje umowy o rok[2].
- 6 lipca umowy z Polonią przedłużyli Peter Hricko i Grzegorz Podstawek[3].
- 7 lipca otwarto oficjalny sklep Polonii Bytom[4].
- 9 lipca rozpoczęło się zgrupowanie drużyny w Weißensee[5].
- 16 lipca kontrakt z klubem podpisał Juraj Baláž[6].
- 25 lipca odbył się festyn Dzień z Polonią, na którym odbyła się oficjalna prezentacja zespołu[7].
- 6 sierpnia klub doszedł do porozumienia z Sūduvą Mariampol w sprawie Povilasa Lukšysa i postanowiono, że zawodnik zagra w Bytomiu w rundzie jesiennej[8].
- 7 sierpnia kontrakty z klubem podpisali Ireneusz Kowalski i Łukasz Ślifirczyk[9].
- 13 sierpnia z Piotrem Kulpaką zawarto umowę na grę w Bytomiu[10].
- 14 sierpnia zatrudniony w klubie został Serb Vasilije Prodanović[11]
- 31 sierpnia z Korony Kielce wypożyczono na rok Tomasza Nowaka[12].

## Mecze towarzyskie
| Lp. | Data  | Dom/ Wyjazd | Przeciwnik                 | Wynik     | Bramki                                                                               |
| --- | ----- | ----------- | -------------------------- | --------- | ------------------------------------------------------------------------------------ |
| 1   | 27.06 | W           | MKS Kluczbork              | 2:2 (0:1) | Juszkiewicz 59', Kuczerewski 80'                                                     |
| 2   | 01.07 | W           | Przebój Wolbrom            | 0:1 (0:1) |                                                                                      |
| 3   | 04.07 | W           | Piast Gliwice              | 2:2 (1:2) | Barčík 38', Zieliński 58'                                                            |
| 4   | 12.07 | W           | Hessen Kassel              | 1:0       | Killar 8'                                                                            |
| 5   | 12.07 | W           | Eintracht Brunszwik        | 0:1       |                                                                                      |
| 6   | 15.07 | W           | Rot-Weiss Erfurt           | 3:1 (2:1) | Barčík 20', Kotrys 37', Podstawek 66'                                                |
| 7   | 18.07 | W           | Hallescher FC              | 1:0 (0:0) | Zieliński 49'                                                                        |
| 8   | 25.07 | D           | Podbeskidzie Bielsko-Biała | 1:1 (0:0) | Sawala 54'                                                                           |
| 9   | 02.09 | D           | Orzeł Babienica/Psary      | 5:1 (1:0) | Tomasik 34', Krzysztof Strugarek 52', Ślifirczyk 53'(k), Niewiedział 80', Lukšys 83' |
| 10  | 04.09 | D           | Odra Wodzisław Śląski      | 3:1 (1:0) | Podstawek 21', Killar 55'(k), Prodanović 75'                                         |
| 11  | 09.10 | W           | Piast Gliwice              | 0:1 (0:1) |                                                                                      |

## Ekstraklasa
| Lp. | Data  | Dom/ Wyjazd | Przeciwnik            | Wynik     | Sędzia            | Widzów | Bramki                                     | Skład |
| --- | ----- | ----------- | --------------------- | --------- | ----------------- | ------ | ------------------------------------------ | --- |
| 1   | 31.07 | D           | GKS Bełchatów         | 1:0 (0:0) | Adam Kajzer       | ~5000  | Sawala 72'                                 | Skaba - Hricko, Klepczyński, Killar, Kotrys - Barčík, Sawala, Grzyb, Radzewicz (63. Tomasik) - Bažík (75. Trzeciak) - Zieliński (80. Podstawek)  |
| 2   | 08.08 | W           | Odra Wodzisław Śląski | 1:0 (1:0) | Marcin Szulc      | ~3000  | Barčík 9'                                  | Skaba - Hricko, Klepczyński, Killar, Kotrys - Barčík, Sawala (80. Kowalski), Grzyb, Bažík (68. Trzeciak), Radzewicz - Podstawek (64. Tomasik)    |
| 3   | 14.08 | W           | Śląsk Wrocław         | 1:2 (1:1) | Marcin Borski     | ~7000  | Podstawek 40'                              | Skaba - Hricko, Klepczyński, Killar, Kotrys - Barčík, Sawala, Grzyb, Radzewicz (63. Tomasik), Bažík - Podstawek (75. Ślifirczyk)                 |
| 4   | 22.08 | D           | Korona Kielce         | 1:0 (1:0) | Marek Karkut      | ~5500  | Podstawek 45'                              | Skaba - Hricko, Killar, Klepczyński, Kotrys - Barčík (74. Radzewicz), Grzyb, Sawala, Tomasik (63. Trzeciak) - Bažík - Podstawek (83. Lukšys)     |
| 5   | 28.08 | W           | Legia Warszawa        | 0:1 (0:1) | Kenji Ogiya       | ~4500  |                                            | Baláž - Hricko, Killar, Klepczyński, Kotrys - Barčík, Sawala, Grzyb, Tomasik (58. Radzewicz) - Bažík (68. Trzeciak), Podstawek (76. Lukšys)      |
| 6   | 11.09 | D           | Piast Gliwice         | 4:0 (2:0) | Robert Małek      | ~6000  | Podstawek '35, '45, Trzeciak '80, '87 (k)  | Skaba - Hricko, Killar, Klepczyński, Kotrys (34. Nowak) - Barčík, Sawala, Grzyb, Radzewicz (65. Trzeciak) - Bažík, Podstawek (72. Zieliński)     |
| 7   | 20.09 | W           | Wisła Kraków          | 1:1 (1:0) | Hubert Siejewicz  |        | Bažík '16                                  | Skaba - Hricko, Killar, Klepczyński, Nowak, - Barčík, Sawala, Grzyb, Radzewicz (64. Tomasik) - Bažík (75. Trzeciak), Podstawek (67. Zieliński)   |
| 8   | 27.09 | D           | Arka Gdynia           | 3:1 (2:0) | Mariusz Trofimiec | ~6000  | Nowak '15, Szmatiuk '44 (sam.), Barčík '57 | Skaba - Hricko, Killar, Klepczyński, Nowak, - Barčík (71. Tomasik), Sawala (89. Prodanović), Grzyb, Radzewicz (61. Trzeciak) - Bažík - Podstawek |
| 9   | 03.10 | D           | Lechia Gdańsk         | 1:1 (1:0) | Piotr Siedlecki   | ~6000  | Bažík '20                                  | Skaba - Hricko, Killar, Klepczyński, Nowak - Barčík, Sawala, Grzyb, Radzewicz (71. Tomasik) - Bažík - Zieliński (67. Trzeciak)                   |
| 10  | 17.10 | W           | Cracovia              | 2:1 (1:1) | Marcin Szulc      | ~200   | Podstawek '42, Polczak '83 (sam)           | Skaba - Hricko, Kulpaka, Killar, Nowak - Barčík (65. Trzeciak), Sawala, Grzyb, Radzewicz (82. Tomasik) - Bažík - Podstawek (65. Zieliński)       |
| 11  | 23.10 | D           | Ruch Chorzów          | 0:1 (0:0) | Marcin Borski     | ~10000 |                                            | Skaba - Hricko, Kulpaka, Killar, Nowak - Barčík (60. Trzeciak), Sawala, Grzyb, Radzewicz (82. Tomasik) - Bažík - Podstawek (60. Zieliński)       |
| 12  | 29.10 | W           | Zagłębie Lubin        | 0:2 (0:0) | Hubert Siejewicz  | ~7000  |                                            | Skaba - Hricko, Kulpaka, Killar, Nowak - Trzeciak (67. Barčík), Sawala, Grzyb, Radzewicz - Bažík (78. Tomasik) - Zieliński (67. Podstawek)       |
| 13  | 07.11 | D           | Lech Poznań           | 1:1 (0:0) | Szymon Marciniak  | ~5500  | Radzewicz '71                              | Skaba - Hricko, Kulpaka, Killar, Kotrys - Barčík (70. Zieliński), Grzyb, Nowak, Radzewicz (77. Tomasik), Bažík (46. Sawala) - Podstawek          |

## Puchar Polski
| Lp. | Data  | Dom/ Wyjazd | Przeciwnik    | Wynik     | Sędzia            | Widzów | Bramki      | Skład |
| --- | ----- | ----------- | ------------- | --------- | ----------------- | ------ | ----------- | --- |
| 1   | 23.09 | W           | Bytovia Bytów | 1:2 (0:1) | Piotr Wasielewski |        | Kulpaka 70' | Olszewski - Basta, Kulpaka, Strugarek, Mróz - Prodanović, Trzeciak, Tomasik, Radzewicz - Ślifirczyk (79. Dreszer), Kowalski (46. Lukšys) |